# Herminio Menéndez
Herminio Menéndez, född den 20 december 1953 i Madrid, Spanien, är en spansk kanotist.
Han tog OS-silver i K-4 1000 meter i samband med de olympiska kanottävlingarna 1976 i Montréal.
Han tog OS-silver i K-2 500 meter och OS-brons i K-2 1000 meter i samband med de olympiska kanottävlingarna 1980 i Moskva.